# Луіс Альберто Моліна Куадра
Луіс Альберто Моліна Куадра (Luis Alberto Molina Cuadra) (9 лютого 1961, Манагуа) — нікарагуанський дипломат. Надзвичайний і Повноважний Посол Нікарагуа в Україні.

## Біографія
Народився 9 лютого 1961 року в Манагуа, Нікарагуа. Отримав ступінь бакалавра на медичному факультеті в Манагуа. У 1988 році закінчив Київський державний університет ім.Т.Шевченка, факультет міжнародних відносин. 
До 1979 року брав участь в партизанському русі Сандиністського фронту, що боровся проти диктатури Анастасіо Сомоса Дебайле. 
У 1982 році отримав стипендію для навчання в Радянському Союзі. 
У 1988 році повернувся в Нікарагуа, де почав працювати в Міністерстві закордонних справ Нікарагуа.
Після 1990 року, коли Сандиністський фронт поступився на виборах, був залишений співробітником МЗС Нікарагуа.
У 2007 році після повернення Сандиністського фронту до влади відповідав за економічні питання в МЗС Нікарагуа. 
Після чого був призначений Тимчасовим повіреним у справах Нікарагуа в Росії, а згодом Надзвичайний і Повноважний Посол Нікарагуа в Російській Федерації. 
15 листопада 2011 року Надзвичайний і Повноважний Посол Нікарагуа в Україні Луіс Альберто Моліна Куадра вручив копії вірчих грамот Заступнику Міністра закордонних справ України Віктору Майку. 
16 листопада 2011 року Посол Нікарагуа в Україні за сумісництвом вручив вірчі грамоти Президенту України Віктору Януковичу.